# Milan Radović
Milan Radović (Titovo Užice, 15 luglio 1952) è un ex calciatore jugoslavo, di ruolo attaccante.

## Carriera
Ha giocato nella prima divisione jugoslava ed in quella francese.

## Palmarès

### Club

#### Competizioni nazionali
- Coppa di Jugoslavia: 2

Rijeka: 1977-1978, 1978-1979

#### Competizioni internazionali
- Coppa dei Balcani per club: 1

Rijeka: 1978

### Individuale
- Capocannoniere della Prva Liga: 1

1980-1981 (26 gol)